# Землетрус у префектурі Міяґі (2011)
Землетрус у префектурі Міяґі 2011-Nen Miyagi-ken-oki jishin (яп. 2011年 宮城県沖地震) стався біля узбережжя префектури Міягі, приблизно за 66 кілометрів на схід від Сендая, Японія.
Кілька попереджень про цунамі було видано для північно-східного узбережжя Хонсю; проте всі вони були скасовані 90 через хвилини. Більше 3 мільйони домогосподарств у цьому регіоні залишилися без електроенергії, а кілька атомних станцій зазнали незначних збоїв. Значних структурних пошкоджень не було, але під час землетрусу загинули щонайменше 4 людини осіб і поранених 141.
Підводний землетрус 7.1 бала стався на глибині осередку 49 км., у західній частині Тихого океану 7 квітня 2011 року о 14:21 UTC, приблизно за 66 км, на схід від Сендая. Землетрус був прямим результатом насувного розлому на межі плит зони субдукції або поблизу неї між Тихоокеанською та Північноамериканською плитами. Поштовх, який спочатку оцінювався в 7,4 бала, відчувався в кількох районах поблизу східного узбережжя острова Хонсю як поштовх після землетрусу Тохоку магнітудою 9,0 11 березня. Послідовність афтершоків цієї події триває з 11 березня та включає понад 58 землетрусів магнітудою 6,0 або більше до 7 квітня 2011 року, і лише два землетруси магнітудою 7,0 або більше.

## Збитки та жертви
Незважаючи на те, що землетрус стався за кілька миль від узбережжя, повідомляється, що поштовхи від помірних до дуже сильних спостерігалися аж до Токіо, близько 333 км., від епіцентру. Після виявлення землетрусу Японське метеорологічне агентство видало попередження про цунамі в префектурі Міягі, а також попередження про цунамі в префектурах Івате, префектурах Фукусіма, префектурах Аоморі, префектурах Ібаракі та Тихоокеанському регіоні. Хвилі від 0,5 до 1 м, і жителів узбережжя закликали евакуюватися. Усі попередження та сповіщення були скасовані протягом 90 хвилин, проте.
Підземний поштовх спричинив масові перебої з електропостачанням, яке досі не відновилося приблизно до 3,6 мільйонів домогосподарств у кількох префектурах на 8 квітень. Атомні електростанції в регіоні також постраждали від збоїв; На електростанції Онагава було відключено дві з трьох ліній електропередач, що постачають електроенергію до охолоджувачів палива. Внаслідок цього радіоактивна вода витекла з басейнів відпрацьованого палива на трьох реакторах, хоча не повідомлялося про зміни в рівнях радіації за межами станції. П'ять вугільних електростанцій також зупинилися, що посилило занепокоєння щодо нестачі енергії. Електростанція «Фукусіма-1», яка раніше постраждала від землетрусу 11 березня, евакуйовувала своїх працівників як запобіжний захід, але електростанція не зазнала подальших збитків від цього землетрусу.
Повідомляється, що внаслідок землетрусу загинуло четверо людей, у тому числі літня жінка в префектурі Ямагата, яка знеструмила апарат штучної вентиляції легень. Ще 141 особа отримала легкі травми, починаючи від порізів і забоїв і закінчуючи переломами кісток. Про серйозні збитки не повідомляється, хоча деякі дороги, а також кілька будинків зазнали пошкоджень. Індекс Nikkei різко впав наприкінці торгів, але відновився наступного дня, коли підтвердилися повідомлення про незначний збиток.